# Haplocosmia
Genre
Haplocosmia est un genre d'araignées mygalomorphes de la famille des Theraphosidae.

## Distribution
Les espèces de ce genre se rencontrent au Népal, en Inde et en Chine.

## Liste des espèces
Selon World Spider Catalog (version 23.0, 27/03/2022) :
- Haplocosmia himalayana (Pocock, 1899)
- Haplocosmia nepalensis Schmidt & von Wirth, 1996
- Haplocosmia sherwoodae Lin & Li, 2022

## Systématique et taxinomie
Ce genre a été décrit par Schmidt et von Wirth en 1996 dans les Theraphosidae.

## Publication originale
- Schmidt & von Wirth, 1996 : « Haplocosmia nepalensis gen. et sp. n., die erste Vogelspinne aus Nepal (Araneida: Theraphosidae: Selenocosmiinae). » Arthropoda, vol. 4, no 1, p. 12-15.